# Las aventuras de Kid Danger
Las aventuras de Kid Danger (en inglés: The Adventures of Kid Danger) es una serie de televisión animada de la cadena infantil Nickelodeon, basada en la serie original Henry Danger que se estrenó en 19 de enero de 2018. La serie es la primera animación basada en una serie de acción en vivo de Nickelodeon y también la primera serie animada del productor Dan Schneider. Es protagonizada por Jace Norman, Cooper Barnes, Riele Downs, Sean Ryan Fox, Michael D. Cohen y Jeffrey Nocholas Brown.
Nickelodeon dio un vistazo previo al estreno de la serie el día 15 de enero de 2018, luego de un nuevo episodio especial de Henry Danger, que dio entrada a lo que es esta serie animada.

## Personajes
- Henry Hart / Kid Danger ( Jace Norman)[3] es el compañero del Capitán Man.
- Ray Manchester / Capitán Man (Cooper Barnes)[3] es el superhéroe residencial de Swellview.
- Schwoz Schwartz (Michael D. Cohen) es un inventor que trabaja para Capitán Man y Kid Danger.
- Charlotte Page (Riele Downs)[3] es una de las amigas de Henry Hart.
- Jasper Dunlop (Sean Ryan Fox)[3] es uno de los amigos de Henry Hart.
- Piper Hart (Ella Anderson)[3] es la hermana de Henry Hart.
- Sr. Hart (Jeffrey Nicolas Brown) es el padre de Henry Hart y Piper Hart.
- Sra. Hart (Kelly Sullivan) es la madre de Henry Hart y Piper Hart.

## Producción
Nickelodeon dio luz verde a una nueva serie animada, basada en su hit original Henry Danger, llamada The Adventures of Captain Man and Kid Danger, en marzo de 2017, con un total de 10 episodios. La serie se ordenó gracias a los éxitos de los motion comics que se subieron al canal oficial de YouTube de Nickelodeon de la serie, en julio de 2015. Al momento, los 11 cómics subidos a la plataforma llevan más de 35 millones de espectadores en todo el mundo.
El 21 de noviembre de 2017, se mostró un avance exclusivo de lo que sería la nueva serie en la plataforma de YouTube. The Adventures of Kid Danger se estrenó oficialmente el 19 de enero de 2018, y un preestreno fue lanzado el 15 de enero de 2018.

## Episodios
| N.º | Título                                          | Dirigido por                             | Escrito por                                                                      | Fecha de emisión original              | Emisión en Latinoamérica | Código de prod. | Audiencia (millones) |
| --- | ----------------------------------------------- | ---------------------------------------- | -------------------------------------------------------------------------------- | -------------------------------------- | ------------------------ | --------------- | -------------------- |
| 1   | «Monstruo de palomitas»«Juego de drones»        | Donovan CookRégis Camargo & Zac Moncrief | Dan SchneiderDan Schneider, Sean Gill, & Jana Petrosini                          | 15 de enero de 2018                    | 6 de abril de 2018       | 101             | 2.41                 |
| 2   | «Bebés clon»«Arañas voladoras»                  | Ashley LongDamil Bryant                  | Dan Schneider & Jake FarrowDan Schneider                                         | 26 de enero de 2018                    | 13 de abril de 2018      | 102             | 2.37                 |
| 3   | «Salchichas Texanas»«YooHoo Tube»               | Damil BryantDonovan Cook                 | Dan Schneider & Joe SullivanDan Schneider & Dave Malkoff                         | 2 de febrero de 2018                   | 20 de abril de 2018      | 103             | 2.35                 |
| 4   | «OctoCharlotte»«Problemas en Tropikini»         | Régis Camargo & Zac MoncriefAshley Long  | Dan Schneider & Andrew Reese ThomasDan Schneider & Samantha Martin               | 9 de febrero de 2018                   | 27 de abril de 2018      | 104             | 2.22                 |
| 5   | «Hablador de peces»«Húmedo final»               | Damil BryantDonovan Cook                 | Dan Schneider, Sean Gill, & Jana PetrosiniDan Schneider, Ben Adams, & Sam Becker | 16 de febrero de 2018                  | 4 de mayo de 2018        | 105             | 2.09                 |
| 6   | «La niñera de sushi»«Bestia Animadora»          | Ashley LongRégis Camargo & Zac Moncrief  | Dan Schneider & Rich GoodmanDan Schneider & Jake Farrow                          | 5 de mayo de 2018                      | 6 de julio de 2018       | 106             | 2.13                 |
| 7   | «El pequeño Niñote»«Tour mágico de Beefery»     | Régis Camargo & Zac MoncriefDamil Bryant | Dan Schneider, Curt Neill, & Michael C. RogersDan Schneider & Daniel Warren      | 12 de mayo de 2018                     | 13 de julio de 2018      | 107             | 1.99                 |
| 8   | «El golpe del hermano Wahoo Punch»«Cohete rosa» | Donovan CookAshley Long                  | Dan Schneider, Sean Gill, & Jana PetrosiniDan Schneider & Jake Farrow            | 19 de mayo de 2018                     | 20 de julio de 2018      | 108             | 1.86                 |
| 9   | «Cápsulas de sueño»«Vicky pegajosa»             | Damil BryantRégis Camargo & Zac Moncrief | Dan Schneider, Sean Gill, & Jana Petrosini                                       | 11 de junio de 201814 de junio de 2018 | 27 de julio de 2018      | 109             | 2.232.31             |
| 10  | «Cera loca»«Fallos»                             | Donovan CookAshley Long                  | Dan Schneider & Alejandro Bien-WillnerDan Schneider, Sean Gill, & Jana Petrosini | 12 de junio de 201813 de junio de 2018 | 17 de agosto de 2018     | 110             | 2.212.24             |